# Dániel Benkő

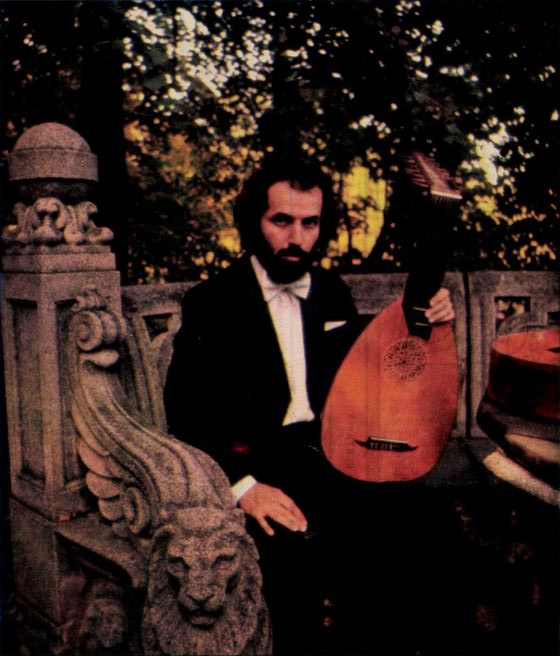
Dániel Benkő

Dániel Benkő (* 29. Juli 1947 in Budapest; † 15. Dezember 2019) war ein ungarischer Lautenist und Gitarrist, der auch als Hochschullehrer wirkte.

## Leben
Von 1965 bis 1969 bekam Benkő Unterricht an der Béla-Bartók-Musikfachschule in Budapest. 1969 wurde er in die Gitarrenabteilung der Franz-Liszt-Musikakademie aufgenommen, an der er 1971 seinen Abschluss bei László Szendrey-Karper machte. Zwischen 1971 und 1973 besuchte er Meisterkurse für das Lautenspiel bei Diana Poulton in Cheltenham und Eugen Müller Dombois in Breukelen.
1971 gründete er das Bakfark Consort, das nach dem ungarischen Lautenisten Bálint Bakfark benannt ist und sich hauptsächlich der Renaissance- und Barockmusik widmete. Mit diesem Ensemble trat er weltweit auf. Bis 1976 arbeitete er als Gitarrenlehrer und wurde dann zum Professor im Fach Laute an der Franz-Liszt-Musikakademie ernannt. Daneben leitete er die internationalen Lautenkurse im kroatischen Grožnjan. 1983 wurde das Bakfark Consort in Benkő Consort umbenannt.
Benkő wirkte bei zahlreichen Schallplattenproduktionen mit, von denen ein Großteil bei Hungaroton veröffentlicht wurde. Durch sein Wirken wurden die Werke des Lautenisten Bálint Bakfark einer größeren Öffentlichkeit bekannt.
Er verstarb im Dezember 2019 an einem Herzinfarkt.

## Würdigung
Für seine Verdienste um die Förderung der ungarischen Kultur wurde ihm 1998 der Ungarische Verdienstorden verliehen.